# 日本臓器保存生物医学会
一般社団法人 日本臓器保存生物医学会（にほんぞうきほぞんせいぶついがっかい、英語: The Japanese Society For Organ Preservation And Biology）は、日本の学術研究団体の一つ。

## 概要
1974年1月19日設立。学術研究団体としての種別は単独学会。
臨床医学を学術研究領域とし、臓器・組織・細胞の阻血や保存、加齢等による機能不全の防止・回復にかかわる研究と実地医療への応用、再生・補完等に関する研究とその関連分野の進歩普及をはかることで、学術文化の発展と人類の福祉に寄与することを目的としている。
国内においては日本移植学会に加入している。

## 沿革
- 1974年 - 臓器保存研究会発足。
- 1993年 - 日本臓器保存生物医学会設立。
- 2013年 - 一般社団法人日本臓器保存生物医学会設立。

## 刊行物

### Organ Biology
- 誌名（和文）：Organ Biology
- 誌名（欧文）：Organ Biology
- 創刊年：1994
- 資料種別：ジャーナル（査読付き論文を含む）
- 使用言語：日英混在
- 発行形態：印刷体、eジャーナル
- 著作権帰属先：学会
- クリエイティブコモンズ：-
- 購読：-